# Faca Sorocabana
A Faca Sorocabana (ou Facão Sorocabano e também Facão Enterçado) é o nome dado a um tipo de faca ou espada desenvolvido no sudeste do Brasil, mais precisamente no estado de São Paulo ao longo dos séculos XVIII e XIX. Suas principais características são a lâmina longa e estreita (frequentemente com uma ligeira curva), a empunhadura que apresenta uma sutil barriga que afina e termina em um pomo arredondado, e a técnica de construção enterçada, na qual a lâmina é fixada por três rebites a uma fenda no ricasso.

## Etimologia
Hoje comumente chamada de Faca Sorocabana, também foi conhecida por outros nomes ao longo do tempo e em diferentes regiões do país. Na primeira metade do século XX era conhecida como Facão Enterçado em São Paulo e como Facão Sorocabano em outros estados. Os diferentes nomes podem preservar alguns indícios sobre suas origens e são discutidos por pesquisadores da arma. A palavra enterço pode sugerir um parentesco com a espada de infantaria conhecida como Terçado. Outra possibilidade é que enterçado seja apenas uma corruptela dos verbos interserir, inserir ou intercalar em razão do peculiar método de construção no qual a lâmina é inserida entre as duas talas que partem da empunhadura, formando o ricasso da arma.

## História

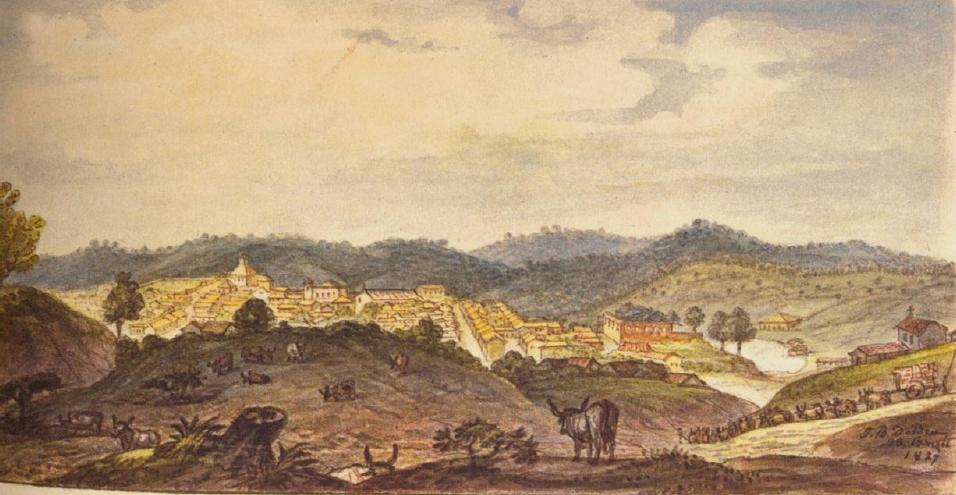
Cidade de Sorocaba em 1827, registrada por Jean-Baptiste Debret.

De parentesco incerto, a faca sorocabana provavelmente se desenvolveu a partir do fim do período colonial no Brasil, atingindo suas características definitivas já por volta de 1830, durante o Império, de acordo com registros iconográficos do período. O incomum método enterçado de construção pode ter sido usado em razão da relativa dificuldade para se obter ou fabricar boas lâminas no Brasil antes do século XX, sendo necessário reciclar as lâminas quebradas de espadas militares importadas e adaptá-las a uma empunhadura nova, de fabricação local.

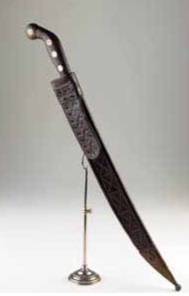
Faca pertencente a Pedro Nolasco de Oliveira (Pedrão) um dos chefes de Antônio Conselheiro durante a Guerra de Canudos.

Embora também fosse produzida em outras cidades de São Paulo e Paraná, a alcunha de Sorocabana decorre do fato da cidade de Sorocaba ter sido um importante centro de sua fabricação e provável local de origem. Desde que foram descobertas minas de ferro em Araçoiaba, em 1597 por Afonso Sardinha, a região de Sorocaba atraiu pequenas e toscas fundições artesanais até que em 1810 a coroa portuguesa voltou esforços para extração comercial do minério, tornando possível o estabelecimento de diversos cuteleiros brasileiros e estrangeiros na cidade. Também durante o século XIX, a centralidade de Sorocaba nas rotas do tropeirismo permitiu a difusão da faca pela região sul do país e consolidou a relação do objeto com a cidade Paulista. A versatilidade da arma a tornou presente nas mãos de combatentes em diversos conflitos ao redor do Brasil como, por exemplo, a Guerra de Canudos na Bahia e a Revolução Constitucionalista de 1932 em São Paulo.
A partir do final do século XIX sua fabricação passou a ser industrial, abandonando a construção enterçada por uma integral, apesar de algumas industrializadas ainda serem construídas à maneira tradicional. Em alguns casos, as lâminas eram importadas de Solingen, na Alemanha, e recebiam acabamento e montagem no Brasil, como no caso das facas fabricadas por Domingos de Meo.  A faca se tornou bastante difundida no meio rural de São Paulo, sendo usada não somente como arma para defesa mas também como ferramenta para uso no dia a dia. Atualmente já não são tão utilizadas como ferramenta ou objeto para defesa pessoal, embora sejam bastante procuradas por colecionadores pelo seu valor histórico, estético e cultural.

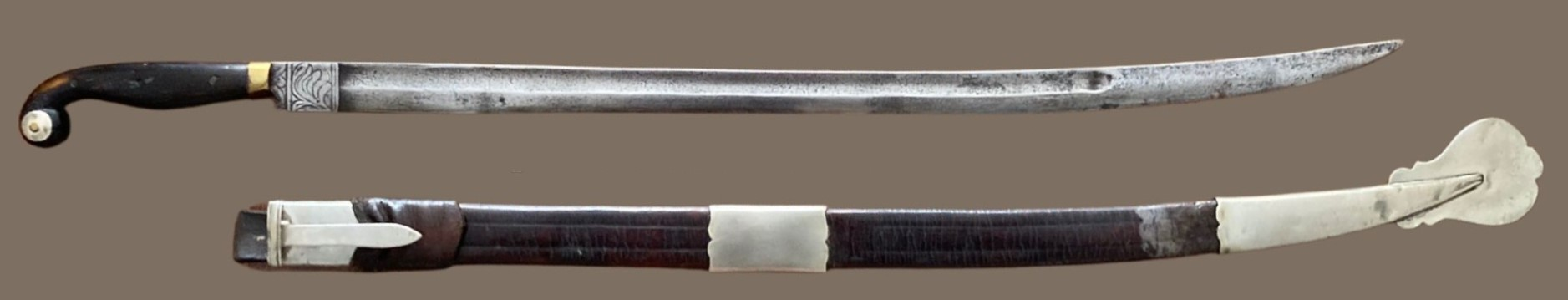
Espada Sorocabana, final do século XIX. Comprimento total: 71 cm. Comprimento na bainha: 78cm.

## Características

### Empunhadura

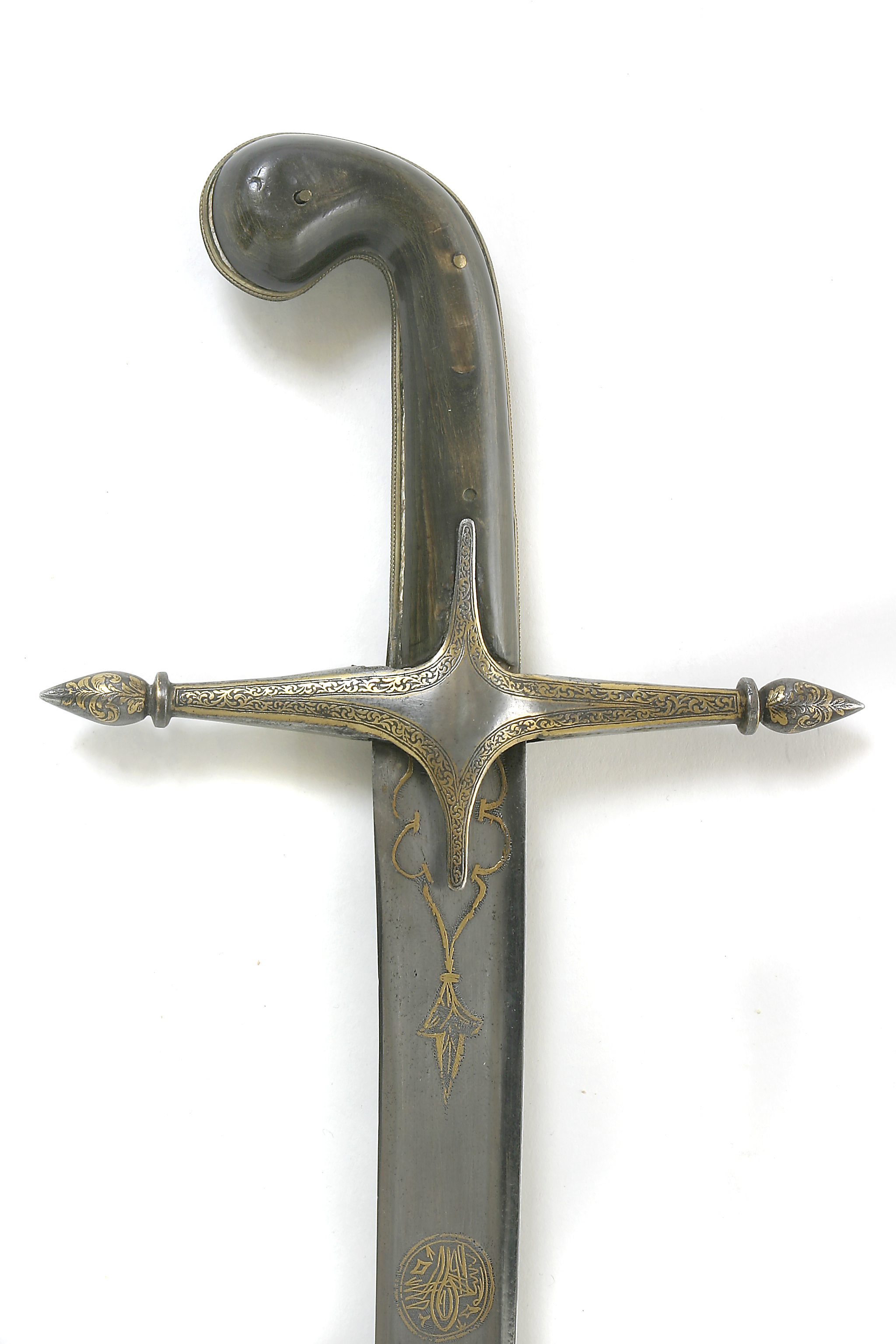
Exemplo de Kilij da Turquia com empunhadura semelhante, embora sem o embarrigamento típico das Sorocabanas.

O principal aspecto distintivo de uma Faca Sorocabana é o desenho da sua empunhadura. A empunhadura termina em uma circunferência frequentemente decorada com um disco de metal conhecido diversamente como olho de peixe, olho de gato ou olhal. O formato apresenta certa semelhança com a empunhadura de algumas armas do Oriente Médio, especialmente do Kilij turco, embora estes tenham uma empunhadura cilíndrica ou cônica, enquanto a Sorocabana sempre vem acompanhada de um leve embarrigamento, mais ou menos na metade da empunhadura. Alguns exemplares do século XIX apresentam guardas simples em D ou em S para proteger a mão do usuário. O formato ergonômico da empunhadura permite um manuseio confortável e impede que a faca escape da mão ou que a mão escorregue sobre a lâmina.

### Lâmina

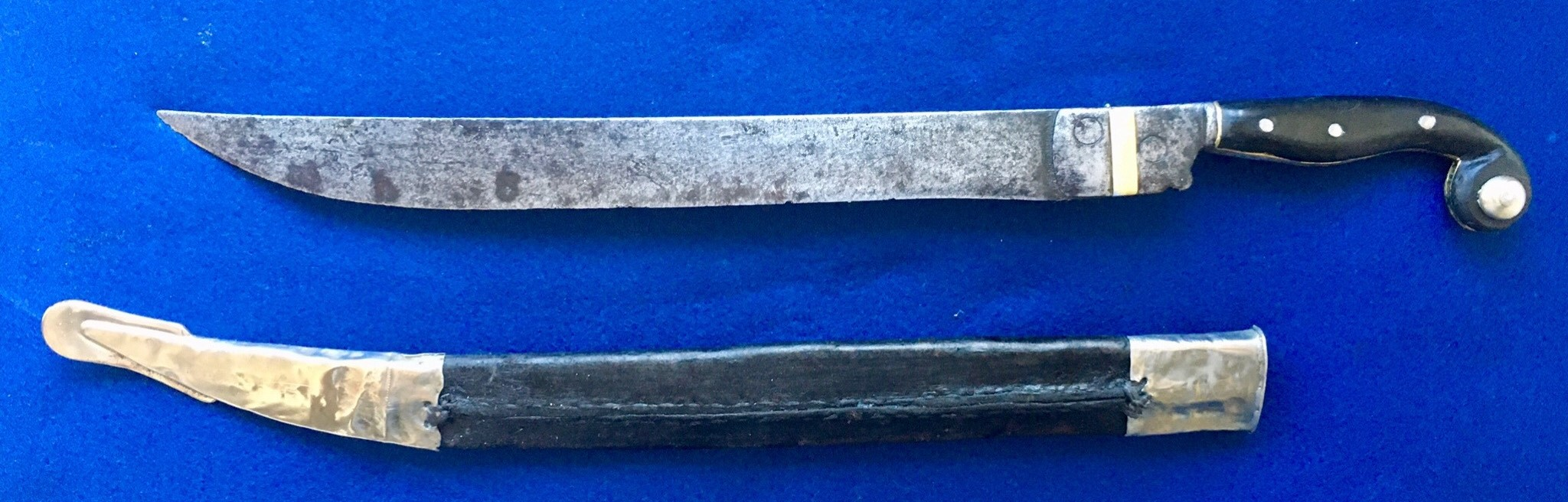
Exemplar da segunda metade do século XIX com dorso reto e bainha original. A decoração da bainha segue o padrão do período com a ponteira em formato de viola. O bocal da bainha teria também um gancho (ou agarradeira) que se perdeu com o tempo.

De forma geral, a lâmina tem apenas um gume, é longa e estreita. O formato privilegia o uso como arma cortante com alguma, mas limitada, capacidade de perfuração. Há certa variação no comprimento e no formato. Os exemplares antigos tem o dorso de espessura fina (entre 2 e 3mm), frequentemente com lâminas entre 8 e 16 polegadas (cerca de 20 a 40 cm), embora existam muitos exemplares menores e maiores do que isso; alguns atingindo o tamanho de espadas. É comum a lâmina apresentar uma leve curva, como os sabres militares, enquanto a lâmina reta, com algumas exceções, é mais frequente entre os facões de origem industrial. Algumas raras lâminas, geralmente de fabricação no século XX, apresentam também um clip point, como nas facas Bowie.

### Enterço
O enterço é um técnica de construção atípica para facas e que consiste em inserir uma lâmina (fabricada separadamente ou reaproveitada) a uma fenda cortada no ricasso e unir as duas peças com rebites. O ricasso e lâmina eram alinhados e furados, os rebites eram então aquecidos e caldeados à faca, formando uma união bem rígida entre lâmina e empunhadura. Também era comum a decoração do ricasso com talas de prata, latão ou alpaca. Com o advento da industrialização e da produção em massa, as facas sorocabanas passaram a ser construídas com espiga integral e gradualmente deixaram de apresentar o enterço, embora ainda hoje alguns cuteleiros preservem o método tradicional de construção por motivos estéticos ou de autenticidade histórica. 